# La Dansomanie

La Dansomanie est un ballet-pantomime en 2 actes de Pierre Gardel, musique de Méhul, créé à l'Opéra de Paris le 14 juin 1800.
Les interprètes principaux sont Madame Gardel, Auguste Vestris, Louis Milon, Filippo Taglioni et Jean-Pierre Aumer.
La pièce est une transposition du Bourgeois gentilhomme de Molière et elle met en scène un bourgeois de province pris de folie pour la danse. C'est l'occasion pour Gardel de présenter tout le répertoire des danses de l'époque : la valse y fait d'ailleurs son apparition sur scène pour la première fois.
Pour l'anecdote, le public ne se tint plus de rire lorsque Auguste Vestris (M. Duléger) feignit de ne pas savoir danser la gavotte, alors que c'était en réalité son morceau de bravoure (voir la gavotte de Vestris).
Il est probable que ce ballet soit une illustration de « l'épidémie de danse » qui se répandit à Paris à la suite de l'exécution de Robespierre en 1794 et de la fin de la Terreur révolutionnaire, comme le précisent les historiens François Furet et Denis Richet dans leur livre La Révolution française (1965).

## Autres versions
- 1804 : Filippo Taglioni à Stockholm
- 1805 : Filippo Taglioni à Vienne
- 1815 : Jean Coralli à Milan
- 1976 : Ivo Cramér reconstitue le ballet à Drottningholm avec le Ballet royal suédois
- 1986 : la version d'Ivo Cramér est présentée à l'Opéra de Paris, avec Rudolf Noureev dans le rôle de M. Duléger.